# 藤原賴長
藤原賴長（1120年（保安元年）5月—1156年8月1日（保元元年7月14日））是日本平安時代末期的公卿。出身藤原北家，是藤原忠實的次子。綽號惡左府或宇治惡左府。
幼名菖蒲若，其父藤原忠實擔任攝政、關白、太政大臣的職務。1130年元服後敘正五位下的官位，任侍從、近衛少將和伊予權守。此後憑藉父親的關係，賴長的官位昇進很快，1149年（久安5年）敘從一位左大臣的官位。
藤原賴長博學多識，精通儒學，曾收藏大量书籍，建有“赖长文库”，而且擅長於和歌和漢詩的創作，被誉为富有和汉之才的学者。其性格苛烈、待人嚴厲而且拒絕妥協，因此得到了「惡左府」的綽號。賴長有一女名多子，嫁給近衛天皇為皇后。
1155年，近衛天皇逝世。鳥羽法皇本希望讓崇德上皇的兒子重仁親王繼位，但遭關白藤原忠通（賴長的兄長）反對，認為雅仁親王的長子守仁親王有作為國君的才能，因此改立雅仁親王即位，是為後白河天皇。崇德天皇十分怨恨，暗中拉攏藤原賴長同後白河天皇一派對抗。
次年，鳥羽法皇駕崩，兩派的衝突白熱化。京都風傳賴長勾結崇德上皇謀反，因此，後白河天皇下令沒收藤原賴長擁有的莊園。當時，沒收莊園意味著被定為謀反之罪，賴長以此為理由舉兵，擁立崇德上皇討伐後白河天皇。7月8日，賴長糾集屬下武士平家弘、源為義、平忠正等人據白河北殿（崇德上皇的住所）開軍事會議，源為朝建議夜襲高松殿，但被賴長拒絕，決定等待興福寺僧兵的支援。後白河天皇則在11日黎明襲擊白河北殿，崇德上皇方面宣告失敗。賴長由家司藤原成隆抱持著騎馬逃出御所，途中為源重貞放箭射傷了頭部。賴長受了重傷，抱著最後的希望逃亡奈良，向已退隱的父親藤原忠實求救，遭到拒絕，失意而死。
賴長死後，其長子兼長、次子師長、三子隆長、四子範長皆遭流放。除了師長之外皆死於配流之所。本人仅有日记《台记》存世。其中有对轶事的记录，对鹦鹉的观察，和对贵族中同性恋爱的记述，均为珍贵资料，从中也可见赖长本人是双性恋者。
保元之亂之後，藤原賴長被封為朝敵。1164年，其次子藤原師長受到特赦，回到京都（平清盛執政後，師長成為太政大臣）。然而1177年（安元3年）先後發生延曆寺強訴事件、安元大火和鹿谷陰謀事件，朝廷認為是讚岐院（崇德上皇）和藤原賴長的怨靈作祟，因此在8月3日諡讚岐院為崇德天皇，同時追贈藤原賴長正一位太政大臣的官位。